# Miroslav Dvorský
Miroslav Dvorský (* 16. května 1960, Partizánske, Československo) je slovenský operní pěvec-tenorista, bratr slovenských pěvců Petra Dvorského, Jaroslava Dvorského, Pavla Dvorského (další bratr Vendelín Dvorský je ekonom). Miroslav a Jaroslav jsou dvojčata.
Po ukončení Střední průmyslové školy strojnické v Partizánském vystudoval konzervatoř a VŠMU v Bratislavě. Na operní scéně debutoval v roce 1983. Absolvoval studijní stáž v La scale v Miláně. Je prezidentem nadace Memory, která se věnuje výzkumu Alzheimerovy choroby. Je ženatý, má dceru Dorotu a syna Michala.